# Millotsaphanidius sublaevicollis
Millotsaphanidius sublaevicollis là một loài bọ cánh cứng trong họ Cerambycidae.